# 擠乳人結節
擠乳人結節（Milker's nodules）為一種人畜共通性的皮膚病，主要因為接觸受副牛痘病毒的牛隻而傳染:393。病灶形態類似接觸傳染性化膿性皮膚炎。

## 病原體
擠乳人結節是由副牛痘病毒屬所引起的一類人畜共通性皮膚病。副牛痘病毒屬於雙股DNA病毒，常出現於小牛的乳房、軀體，及四肢。直接或間接接觸到病灶都有感染風險。

## 描述
擠乳人結節的潛伏期約5至15天，發病後病程可依序分為六個階段紅斑丘疹期（erythematous maculopapular）、靶狀病灶期（targetoid）、滲液性膿皰丘疹期（oozing papulopustular）、乾痂結節期（dry crusted nodular）、乳頭狀期（papillomatous），及消退期（regressing）。每期的時長約1周左右。
可能的併發症包含續發性細菌感染、淋巴管炎，以及全身性多型性紅斑，特別易發於免疫缺失患者。

## 預防
有些證據表示感染過的患者會對此疾病產生免疫力，因此一般來說此疾病發生於最近接觸牛群的人們。但有一些文獻表示感染後獲得的免疫力無法維持終身，因此必須儘量識別受感染的牛隻，並做好接觸防護。